# Метцерлен-Мариаштайн
Метцерлен-Мариаштайн (нем. Metzerlen-Mariastein) — коммуна в округе Дорнек кантона Золотурн в Швейцарии. Нынешнее название стало официальным только в 2003 году, ранее община называлась Метцерлен. Местный монастырь Мариаштайн посещает множество паломников.

## География

Вид с воздуха, 1950 г.

Метцерлен-Мариаштайн лежит на высоте 526 м над уровнем моря, в 14 км к юго-западу от Базеля. Деревня Метцерлен лежит над плато Метцерлен у северного подножия гор Блауен, в эксклаве Золотурн недалеко от границы с Францией.
Муниципальная территория площадью 8,5 км² охватывает часть северной Юры. Северная граница проходит по лесистому хребту Уссерхольц (581 м), одного из отрогов Юры. Отсюда муниципалитет тянется на юг более чем на 1 км по котловине Метцерлен-Мариаштайн. Он расположен на синклинали, которая была заполнена эрозионным материалом и покрыта лёссом начиная с третичного периода. Восточная граница муниципалитета проходит по обрыву над ущельем реки Бинбах.
Южная муниципальная граница проходит по хребту Блауен, достигая высоты в 875 м (Challplatten/Brunnersberg, высочайшая точка коммуны). Западная граница — долина истока ручья Бирсиг, который начинается у перевала Challhöchi. На 2014 год около 8 % муниципальной территории составляли посёлки, 46 % — леса и 46 % — сельскохозяйственные земли.
Метцерлен-Мариаштайн состоит из районов Метцерлен (526 м) И Мариаштайн (512 м), плато западнее ущелья реки Биннбах, и несколько фермерских хозяйств. С Метцерлен-Мариаштайн граничат Хофштеттен-Флю и Родерсдорф в кантоне Золотурн, Блауэн, Диттинген, Рёшенц и Бург-им-Лайменталь в кантоне Базель-Ланд и Бидертал и Леман во Франции.

## Население
Метцерлен-Мариаштайн, где проживают 934 жителей (по состоянию на 2018 г.) — одно из самых маленьких поселений в кантоне Золотурн. 184 из них живут в Мариаштайн. 96,6 % жителей говорят на немецком, 0,7 % жителей — англоговорящие и 0,6 % — франкоязычные (по данным на 2000 г.). Население Метцерлен-Мариаштайн составляло 482 человека в 1850 году и 522 человека в 1900 году. В течение 20 века население росло медленно, но непрерывно.

## Экономка
Метцерлен-Мариаштайн был до второй половины 20 века преимущественно аграрным посёлком. И сегодня земледелие, садоводство, а также животноводство и молочное хозяйство занимают важное место в экономике, хотя с 1950 года количество ферм сильно сократилось. Дополнительные рабочие места доступны в местных малых предприятиях и в сфере услуг. Сегодня в Метцерлен-Мариаштайн расположены строительные, электротехнические и информационные компании. Большинство местных жителей работают в районе Базеля. Монастырь Мариаштайн — второе по значимости после монастыря Айнзидельн место паломничества в Швейцарии, поэтому многие жители зарабатывают на паломническом туризме.

## Транспорт
Посёлок расположен в стороне от основных магистралей, на дороге из Обервиля в Лауфен. Единственным видом общественного транспорта являются почтовые автобусы, связывающих Метцерлен с железнодорожным вокзалом Флю. Также ходит почтовый автобус в Лауфен.

## История
Район Метцерлен-Мариаштайн был заселен уже в железном веке, что подтверждается несколькими находками. Позже на этом месте основали поселение римляне. Первое письменное упоминание об этом месте датируется 1194 годом, где оно названо Mezherlon. Позже встречались названия Metzerlon (1213 г.), Meiszerlo (1278 г.), Mezerlon (1280 г.) и Metzerlenn (1290 г.). Название места восходит к латинскому слову maceria (маленькая стена).
В средние века Метцерлен был во владении рода Ротберг. Долгое время эта территория находилась в прямом подчинении императора, поэтому Метцерлен считался одной из семи свободных имперских деревень в горах Блауен. Эти земли были приобретены кантоном Золотурн в 1515 году. После долгих переговоров Золотурн разрешил перенести бенедиктинский монастырь из Байнвиля в Мариаштайн. В 1645 году был заложен фундамент нового монастыря. После краха старого режима во Франции в 1798 году Метцерлен принадлежал округу Дорнах Гельветической республики, а с 1803 года — округу Дорнек.
Бедность ремесленников и поденщиков привела в 19 веке к волне эмиграции в Америку. В 1874 году монастырь Мариаштайн был упразднен после референдума, а монахи отправились во французский Дель. В результате очередного референдума в 1971 году монастырь был официально восстановлен.

## Достопримечательности

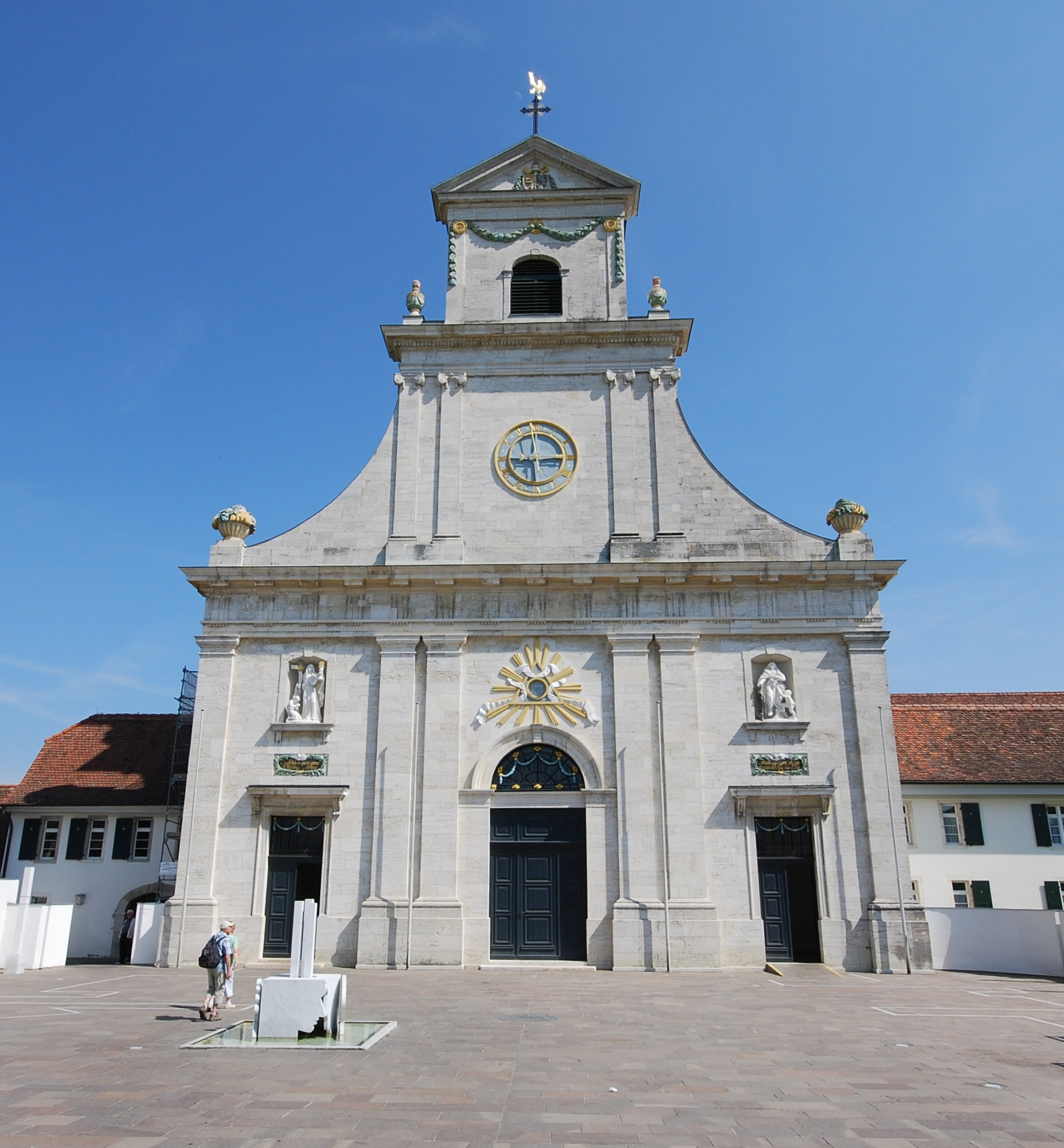
Церковь монастыря Мариаштайн

Нынешняя церковь Святого Ремигиуса в Метцерлене была построена в 1821 году. Первая церковь на этом месте, вероятно, восходит ко временам франков. Монастырь бенедиктинцев с просторной церковью в постготическом стиле и барочным интерьером, построенный в 1645 году, расположен в районе Мариаштайн. Часовня Святой Анны, построенная в 1691 году, стоит на северо-восточной границе города. В 12 веке был возведён замок Ротберг. Позже он был разрушен, но восстановлен между 1934 и 1936 годами и сейчас служит хостелем.

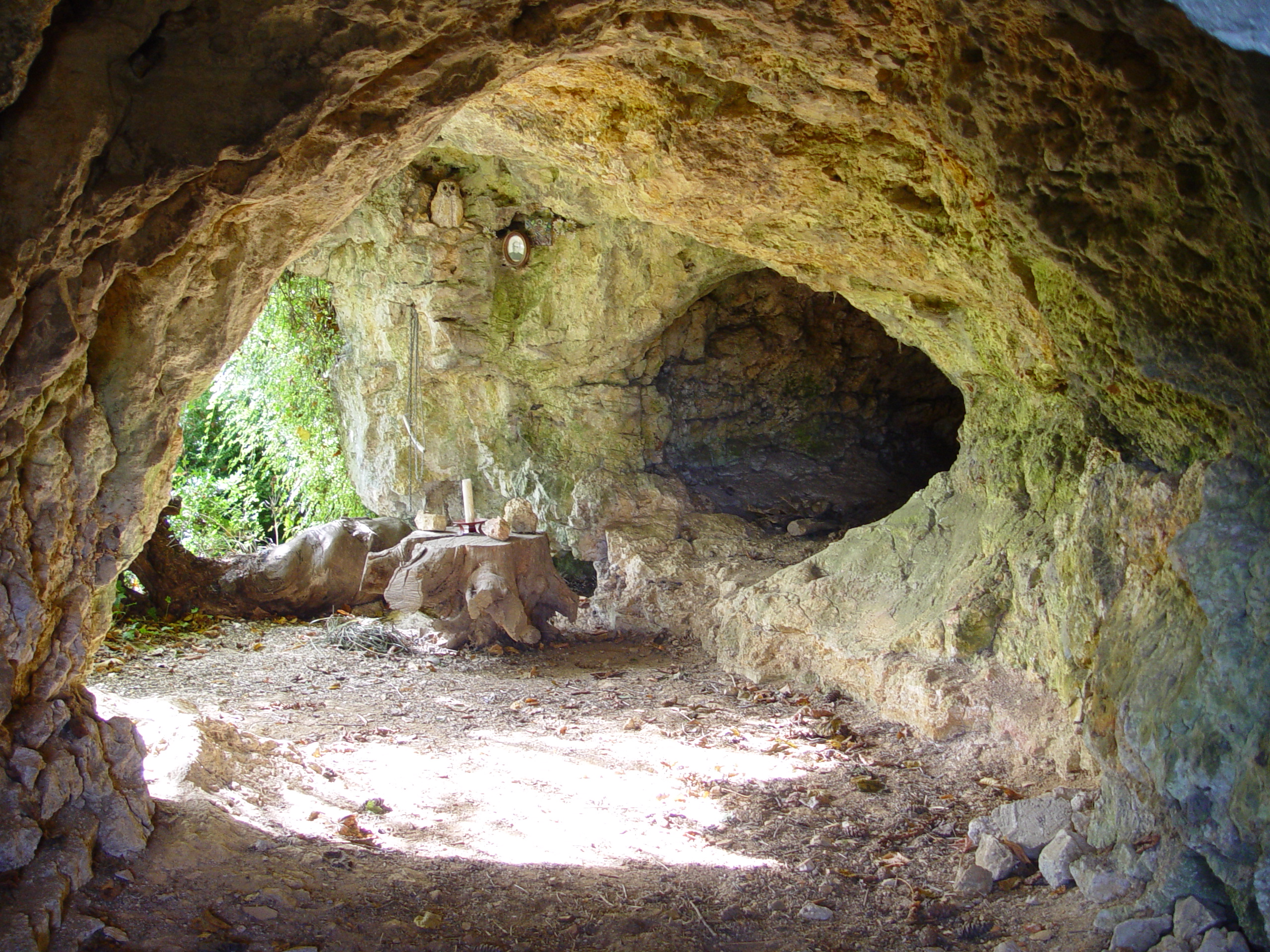
Пещеры у монастыря Мариаштайн